# Quitaraju
Quitaraju o Kitaraju (possiblement del quítxua d'Ancash kita presa d'aigua, quítxua rahu neu, gel, muntanya amb neu) és una muntanya de la Serralada Blanca als Andes del Perú. S'alça fins als 6.040 m d'altura i es troba a la Regió d'Ancash, a la província de Huaylas. El Quitaraju es troba al nord del rierol Santa Cruz i els llacs Ichiccocha, Jatuncocha i Quitacocha, entre el Nevado Santa Cruz, a l'oest, i l'Alpamayo al nord-est.